# Römer
Il Römer, da 600 anni, è il municipio della città di Francoforte sul Meno, nel Land dell'Assia, in Germania.
Cominciato da due case unite perpendicolarmente, nel corso dei secoli fu ingrandito enormemente. Oggi comprende 11 edifici che si sviluppano attorno a 6 cortili.
Il Römer divenne anche il luogo dove si svolgevano i negoziati preliminari per l'elezione dei re e degli imperatori tedeschi. L'assemblea nazionale del 1848 inizialmente volle incontrarsi nella Kaiser saal (Sala Imperiale), prima di doversi trasferire alla Paulskirche per ragioni di spazio.
Il complesso ha la sua facciata principale sulla storica piazza del Römerberg e rappresenta uno dei più belli e antichi palazzi comunali della Repubblica; con la sua caratteristica facciata a tre frontoni, è uno dei simboli della città.

## Storia e descrizione

### Origini

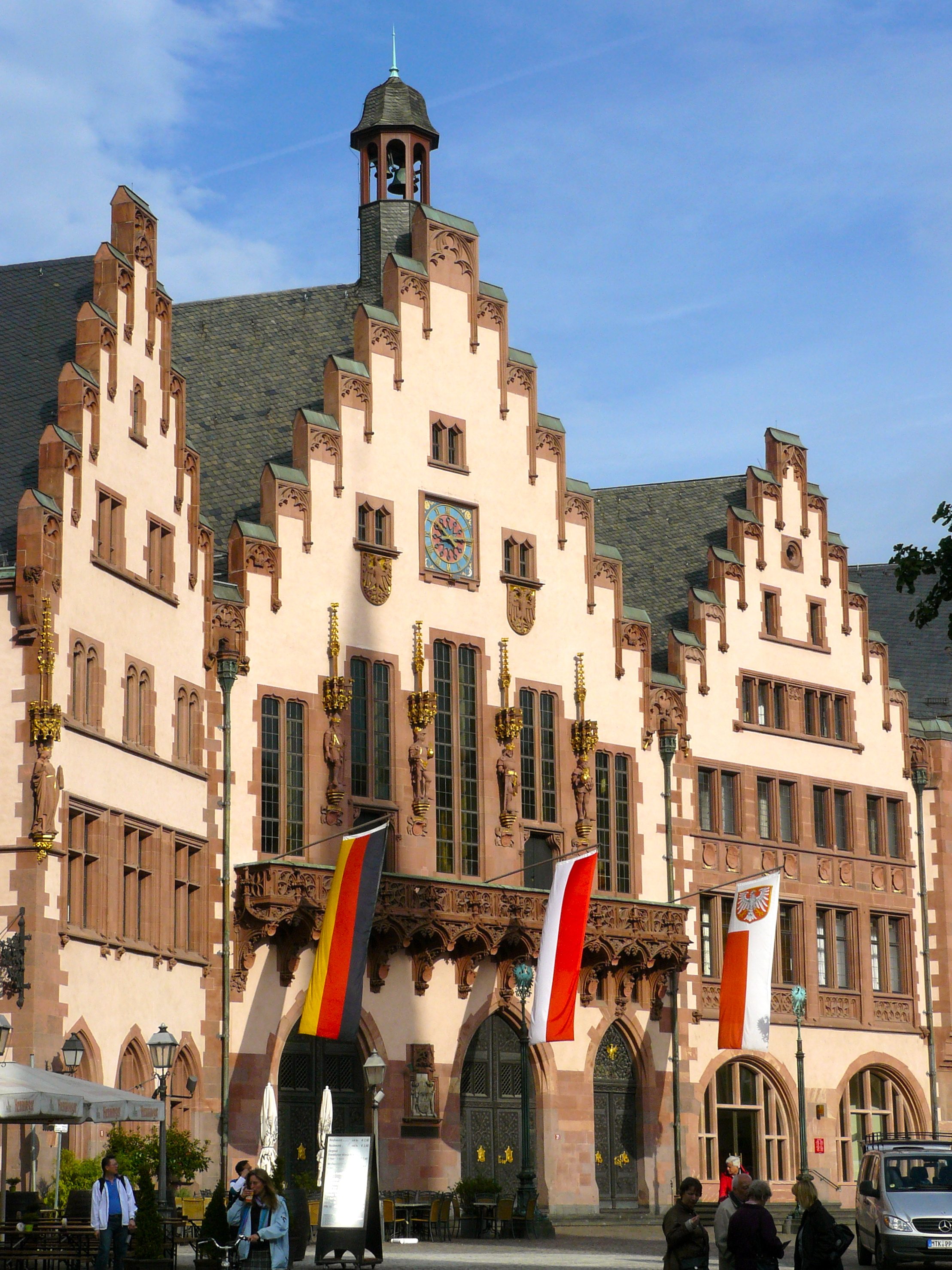
La caratteristica facciata principale a tre frontoni.

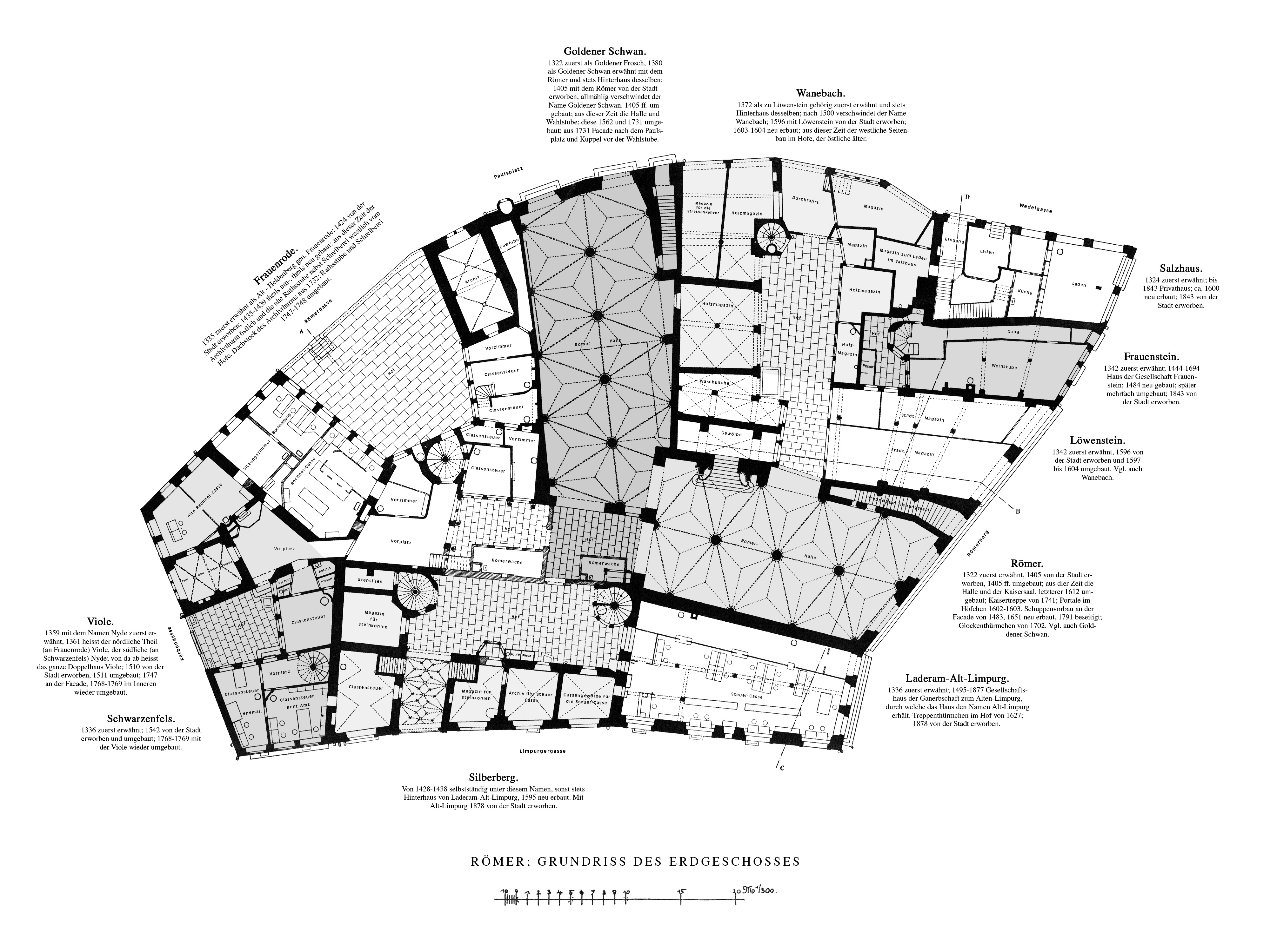
Pianta degli edifici che compongono il complesso centrale del Römer.

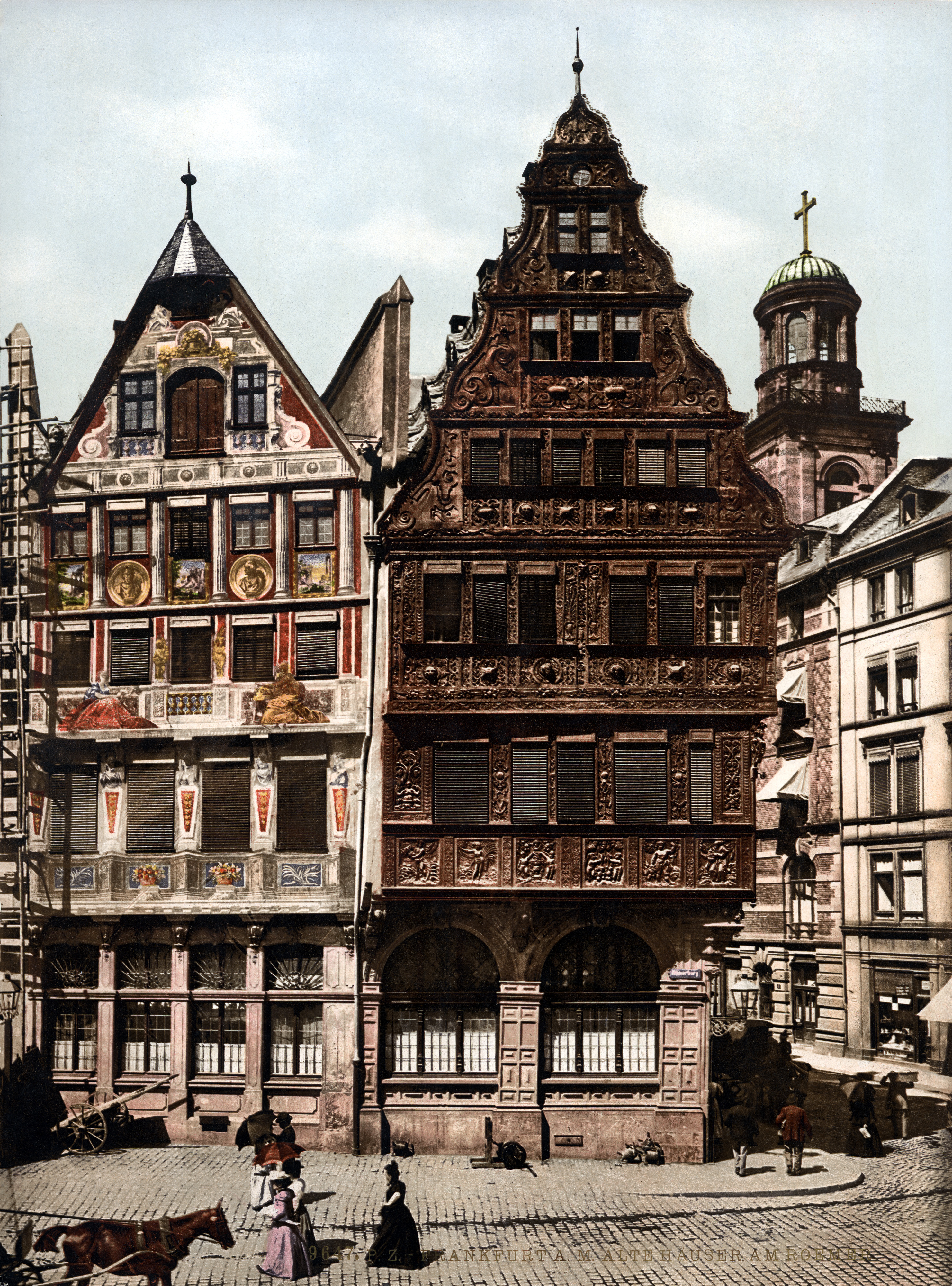
Le Case Frauenstein e Salzhaus, prima delle distruzioni belliche.

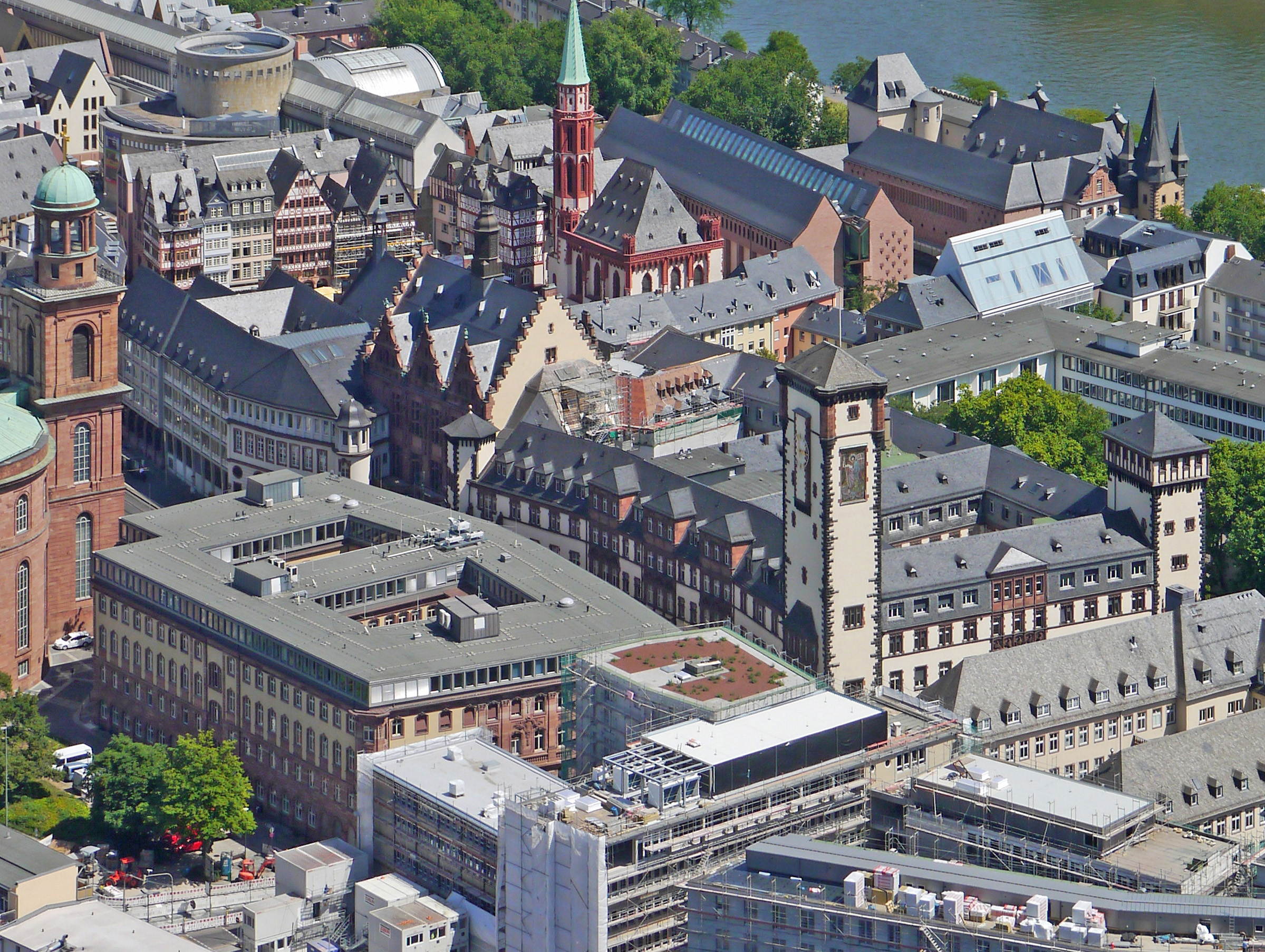
Veduta dell'insieme del complesso di edifici.

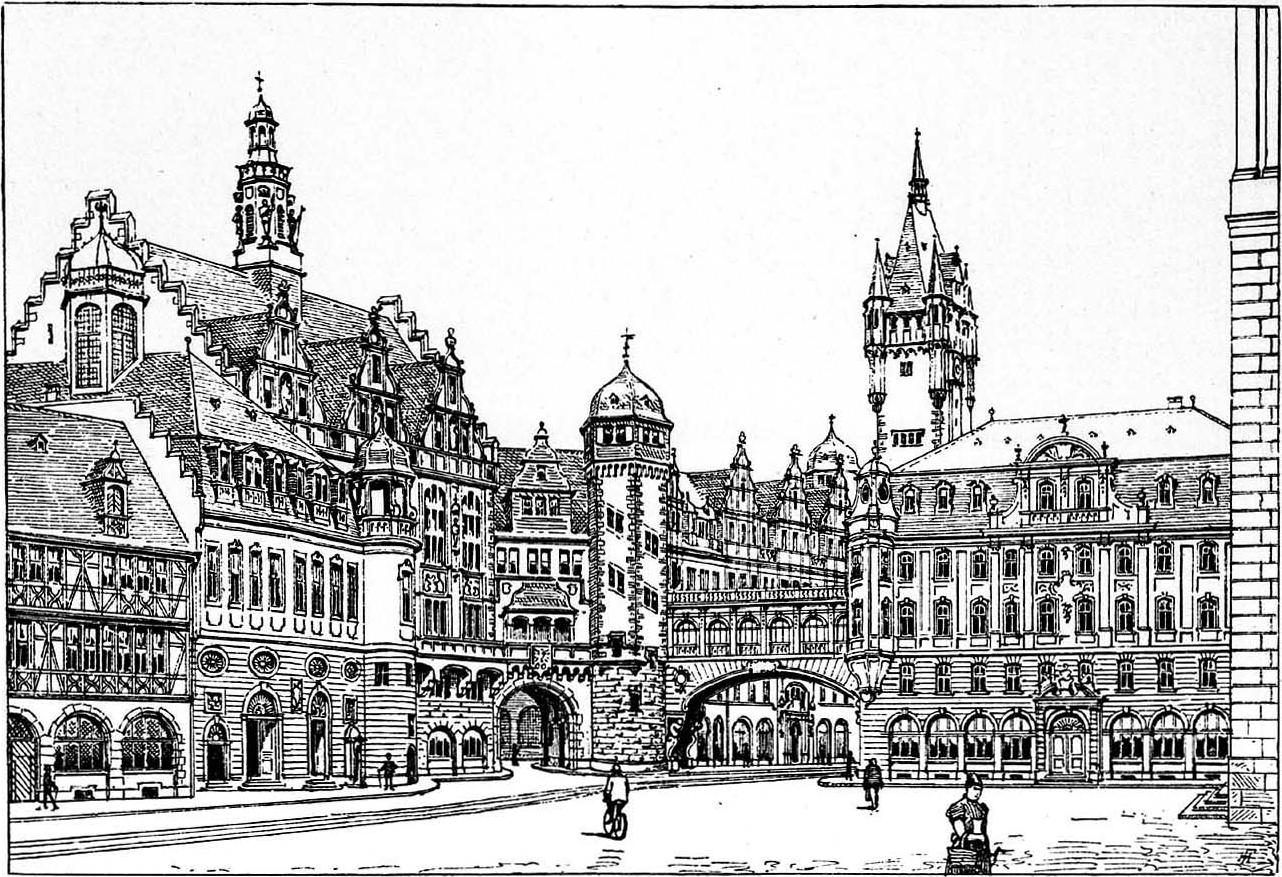
Il fronte del Neues Rathaus, in una stampa del 1900.

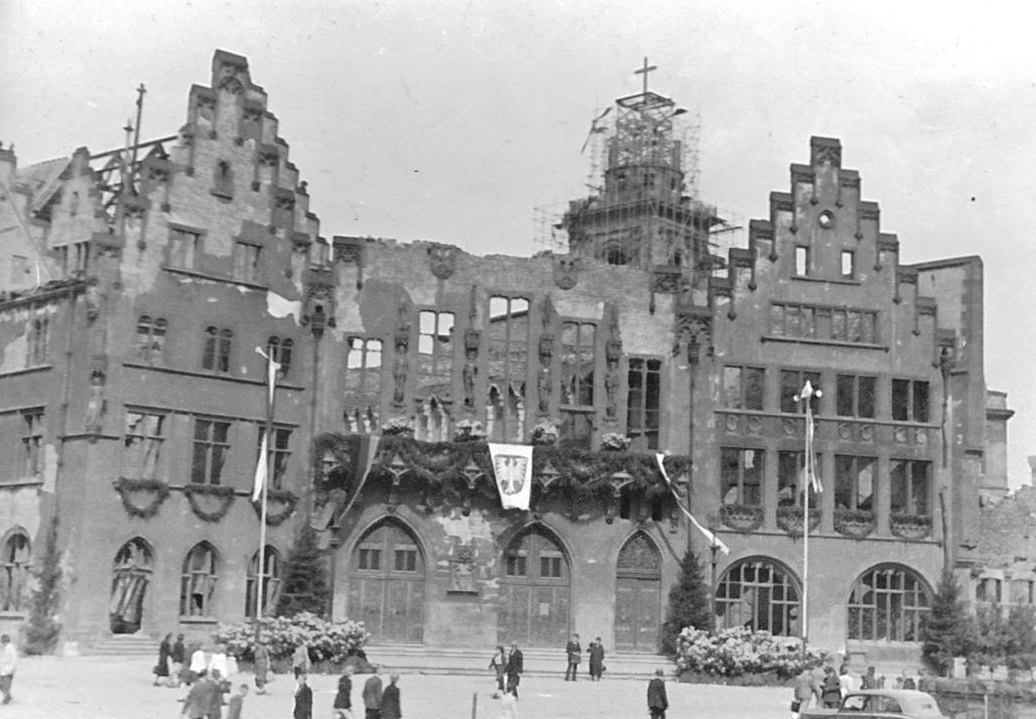
Il municipio nel 1947, dopo il bombardamento.

Il vecchio municipio, menzionato per la prima volta in un documento il 25 maggio 1288 con la menzione Domus Consilii Frankenvordensis, si ergeva nel punto in cui si trova oggi la torre della cattedrale. Tuttavia col crescere della città e delle sue attività, l'edificio era diventato troppo esiguo nel XIV secolo, così, dal 1329, sempre più frequentemente, il consiglio tenne le sue sedute in altre case fra le quali l'Haus zum Römer, del 1322, nella piazza del Römerberg, più grande e molto più rappresentativa del vecchio municipio.

Le voci sull'inadattabilità del vecchio edificio arrivarono fino all'imperatore. Così il 20 giugno 1329, Ludovico il Bavaro concesse alla città di Francoforte il permesso di costruire "ein ander Rathuse" (un altro municipio) e vi concesse espressamente un prestito. Tuttavia il disastro naturale del Magdalenenhochwasser (diluvio Maddalena) del 1342, la peste nera del 1349, la rivolta delle corporazioni degli anni 1355-68 e la sconfitta a Kronberg nel 1389, assorbirono tutte le finanze cittadine.
Allora si decise di abbandonare il progetto di costruzione e di acquistare un edificio già in loco, la casa Zum Römer e quella perpendicolarmente adiacente Zum Goldenen Schwann (al Cigno d'oro), che già da decenni erano usate dal Consiglio. Così il Cavalier Rudolf von Sachsenhausen, sindaco di Francoforte, iniziò le trattative con la famiglia di mercanti proprietaria. Kunz zum Römer e suo fratello accettarono l'offerta del sindaco e mercoledì 11 marzo 1405 le due case passano formalmente al Consiglio cittadino. Da quel momento l'edificio assunse il nome di Römer, e venne continuamente ingrandito nei secoli, acquistando man mano altri edifici adiacenti.
Nel 1435, la città acquistò la Haus Frauenrode, dietro l'edificio principale, e la Haus Alt-Limpurg, a sinistra del Römer; nel 1510 venne aggiunta la Haus Viole e nel 1542 la Haus Schwarzenfels, tutti architettonicamente collegati.
Nel 1596, il consiglio comunale acquistò la Haus Wanebach, accanto al Goldenen Schwan, e l'Haus Löwenstein, edificio a destra dell'Haus zum Römer.

### Modifiche ottocentesche
Nel corso dei secoli il complesso degli edifici crebbe notevolmente, inglobando quasi l'intero isolato compreso fra il Römerberg, la Paulsplatz e Limpurgergasse. Nel 1843 furono aggiunte le due case d'angolo del Römerberg: la Haus Frauenstein e la Salzhaus. Nel 1878, il sindaco Franz Adickes decise di dotare l'edificio dell'attuale facciata neogotica col balconee.
Allo stesso tempo, le case posteriori Frauenrode e Viole furono demolite e sostituite da un massiccio nuovo edificio, il Neues Rathaus ("Municipio Nuovo"). Questo nuovo palazzo, le cui due ali sono divise dalla Braubachstrasse, fu dotato di un ponte che collegava le due parti scavalcando la strada: il Seufzerbrücke. I cittadini di Francoforte, che pagavano le tasse nell'ala nord, denominarono questo ponte coperto il "Ponte dei Sospiri", in riferimento al più famoso Ponte dei Sospiri di Venezia. Anche le due torri dell'ala sud attiravano soprannomi: la torre maggiore era detta Langer Franz (Alto Franz) in riferimento all'ambizioso sindaco della città, e la minore Kleiner Cohen (Piccolo Cohen) da una canzone popolare dell'epoca.

### La guerra
La notte del 22 marzo 1944, il Römer, insieme al resto del centro di Francoforte, fu in gran parte distrutto in uno dei più pesanti bombardamenti alleati della seconda guerra mondiale. Quando l'edificio fu ricostruito dopo la guerra, le case Alt-Limpurg, Römer e Löwenstein, la cui struttura del tetto aveva in parte resistito all'attacco, furono restaurate in una forma semplificata. Le case Frauenstein e Salzhaus, completamente distrutte, furono ricostruite in uno stile moderno. Il Römer fu riaperto nel 1955 dal presidente Theodor Heuss.
Nei decenni successivi la facciata fu restaurata altre due volte, nel 1974 e nel 2005, e le case sul Römerberg riacquistarono l'aspetto neogotico del 1900. Anche l'interno fu ridisegnato. Nel 1988 è stata completata la ristrutturazione della sala riunioni del consiglio comunale.

## Architettura

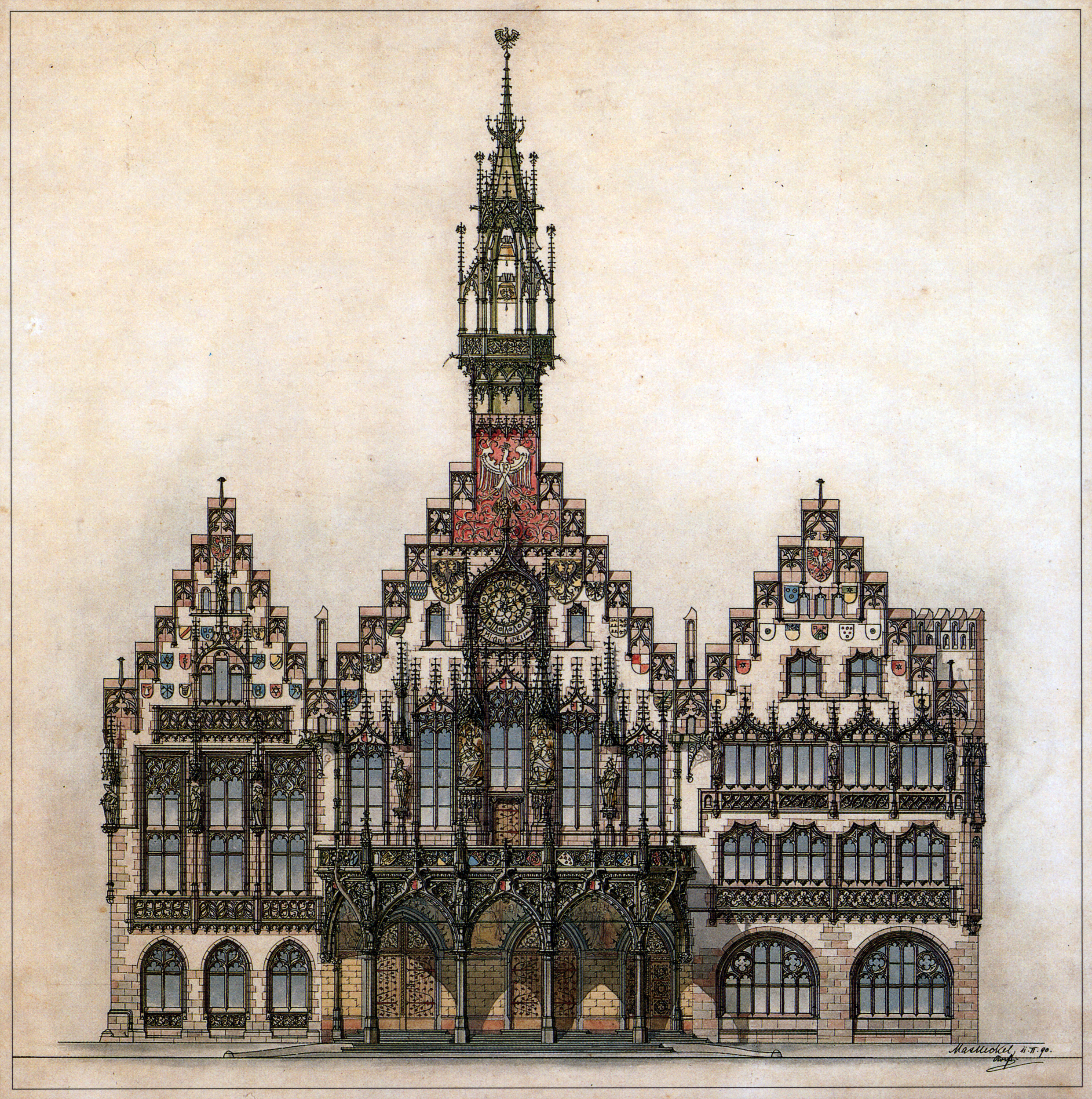
Il progetto del 1890 per la facciata sul Römerberg.

Il complesso, molto eterogeneo, occupa complessivamente circa 10.000 metri quadrati ed è composto da undici edifici che circondano sei cortili. Il fronte principale si affaccia sulla piazza del Römerberg. Molto danneggiato dai bombardamenti aerei del 1944, venne restaurato, spesso in maniera semplificata.

### Facciata principale
La famosa facciata a tre frontoni, presenta elementi di stile medievale. L'angolo sinistro dell'Alt-Limpurg è la statua della cosiddetta Frankfurtia, allegoria femminile della città. Nel mezzo, la Haus zum Römer mostra quattro statue sotto baldacchini dorati, raffiguranti quattro imperatori del Sacro Romano Impero: Federico Barbarossa (il primo imperatore ad essere eletto a Francoforte); Ludovico il Bavaro (che diede i diritti di convenzione alla città e ne permise una sua espansione); Carlo IV di Lussemburgo (che fece di Francoforte la sede del voto dell'elezione imperiale) e Massimiliano II d'Asburgo (il primo imperatore ad essere incoronato nel Duomo di Francoforte). Al di sopra sono due stemmi della città, un quadrante d'orologio e una torretta campanaria.
Il balcone fu aggiunto dopo la ricostruzione del 1900, in sostituzione di un tetto in legno. Il balcone era ed è utilizzato come palcoscenico pubblico per visite di stato ed eventi sportivi.

### Sale interne

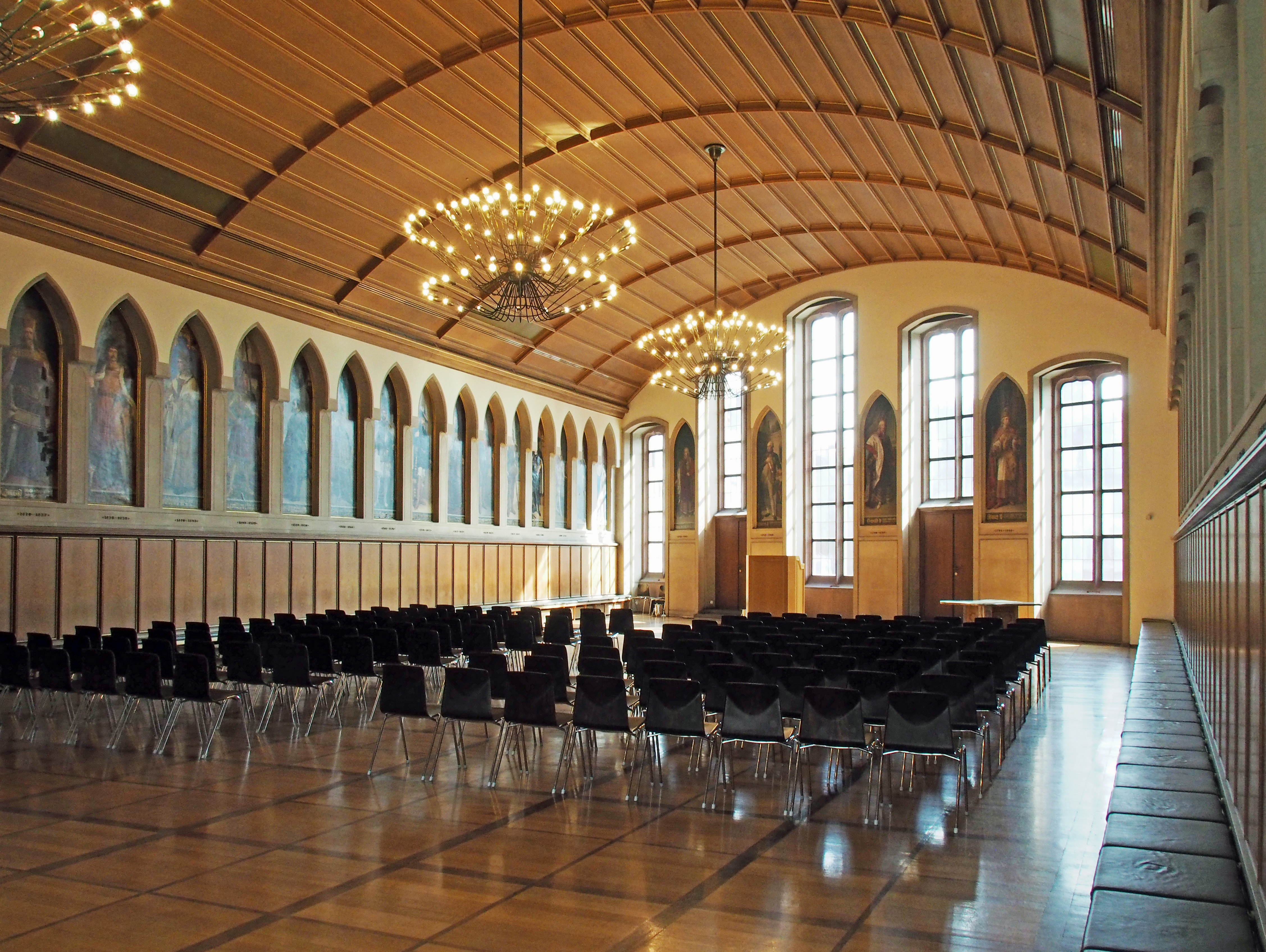
La Kaisersaal.

#### Römerhalle e Schwanenhalle
Queste due sale si trovano al piano terra delle case Römer e Goldenen Schwann, accessibili direttamente dall'ingresso principale sul Römerberg. Le due sale sono le più antiche stanze dell'edificio e, scampate alla guerra grazie alla loro massiccia fattura, sono rimaste praticamente invariate da 600 anni. Qui si svolsero le prime fiere del libro di Francoforte e qui gli orefici vendevano la loro merce preziosa (oro, argento, diamanti) durante le celebri Fiere di Francoforte.

#### Kaisersaal
Forse è la sala più famosa del Römer, la Kaisersaal o la "Sala dell'Imperatore", si trova sopra la Römerhalle, al primo piano. Durante il Sacro Romano Impero, vi si svolgevano i banchetti di incoronazione. Oggi la Kaisersaal è famosa per la sua collezione di ritratti ottocenteschi di 52 imperatori, tra quello di Alberto I d'Asburgo e Ferdinando III d'Asburgo, opere di Eduard von Steinle.